# IC 1793
IC 1793 је спирална галаксија у сазвјежђу Троугао која се налази на листи објеката дубоког неба у Индекс каталогу.
Деклинација објекта је + 32° 32' 39" а ректасцензија 2h 21m 32,2s. Привидна величина (магнитуда) објекта IC 1793 износи 14,0 а фотографска магнитуда 14,8. Налази се на удаљености од 99,640 милиона парсека од Сунца. IC 1793 је још познат и под ознакама UGC 1816, MCG 5-6-27, CGCG 504-62, IRAS 02186+3219, PGC 8969.